# Liste der Nummer-eins-Hits in Brasilien (2024)
Diese Liste der Nummer-eins-Hits basiert auf den offiziellen Charts von Pro-Música Brasil, der brasilianischen Landesgruppe der IFPI, im Jahr 2024. Die Charts basieren vollständig auf Streaming und werden monatlich ermittelt.

## Singles
| ← 2023 ← | Liste der Nummer-eins-Hits in Brasilien | Liste der Nummer-eins-Hits in Brasilien                                   | Liste der Nummer-eins-Hits in Brasilien | 2025 →                    |
| \| Zeitraum \| Mt. ges. \| Interpret \| Titel Autor(en) \| Zusätzliche Informationen \| \| (Zeitraum, Monate auf Platz eins, Interpret, Titel, Autor[en], zusätzliche Informationen) \| \| \| \| \| \| ----------------------------------------------------------------------------------------- \| -------- \| ------------------------------------------------------------------------- \| ------------------------------------------------------------------------------------------------------------------------------------------------------------------------------------------------------------------------------ \| ------------------------- \| \| Januar 2024 1 Monat \| 1 \| Lauana Prado \| Me leva pra casa / Escrito nas estrelas / Saudade (ao vivo) Carlos Roberto Piazzoli, Zenith Barbosa Plopschi, Arnaldo Dorfmann Black, Carlos Aparecido Rennó, César Augusto Saud Abdalla, Chrystian José Pereira da Silva Neto \| – \| \| Februar 2024 1 Monat \| 1 \| Ivete Sangalo & Ludmilla \| Macetando Ivete Maria Dias de Sangalo Cady, Luciano de Carvalho Chaves, Samir de Oliveira Trindade \| – \| \| März 2024 1 Monat \| 1 \| TZ da Coronel, Ryu the Runner & Nagalli feat. Cúpula \| Qual é o seu desejo? Matheus de Araújo Santos, Ryan Gonçalves Vitalino, André Nagalli de Oliveira, Rodrigo Lourenço Galdino, Luca Faria Honaiser \| – \| \| April 2024 1 Monat \| 1 \| DJ JZ & DJ LG Prod feat. Humberto & Ronaldo, MC Mininin & Silvanno Salles \| MTG – Quero te encontrar Dstefany Vaquero Lima, Raynner Ferreira Coimbra de Sousa, Junior Sergio Mendes de Souza, Umberto Aparecido Teixeira Junior \| – \| \| Mai 2024 1 Monat \| 1 \| Gustavo Moura & Rafael \| Digitando Gustavo Henrique Menegotto Saugo, José André Araújo e Souza, Pedro Henrique Rezende Ribeiro, Rafael Junji Morokuma \| – \| \| Juni 2024 1 Monat \| 1 \| DJ Topo, Seu Jorge & MC Leozin feat. MC G15 \| MTG – Quem não quer sou eu Adriano Trindade, Gabriel de Moura Passos, Jorge Mário da Silva \| – \| \| Juli 2024 – August 2024 2 Monate \| 2 \| The Box feat. MC Brinquedo, MC Cebezinho, MC Tuto & MC Laranjinha \| The Box Medley Funk 2 Vinicius Ricardo dos Santos Moura, Wesley Barbosa de Souza, Emerson Teixeira Muniz, Pedro Henrique de Oliveira Chaves, Felipe Moreira Marchi Moda \| – \| \| September 2024 1 Monat \| 1 \| Kaique e Felipe feat. Luan Pereira \| Saveiro Dudu Mafra, Jonathan Felipe Rodrigues \| – \| \| Oktober 2024 1 Monat \| 1 \| Grupo Menos é Mais \| Coração partido (Corazón partío) – live Alejandro Sánchez Pizarro, Ricardus Maximus Miranda da Cunha Junior \| – \| \| November 2024 – Dezember 2024 2 Monate \| 2 \| MC Tuto (prod. DJ Glenner) \| Barbie Emerson Teixeira Muniz, Glenner Robert Cândido \| – \| |                                         |                                                                           | |                           |
| ← 2023 |                                         |                                                                           | | → 2025 →                  |
| Zeitraum | Mt. ges.                                | Interpret                                                                 | Titel Autor(en) | Zusätzliche Informationen |
| (Zeitraum, Monate auf Platz eins, Interpret, Titel, Autor[en], zusätzliche Informationen) |                                         |                                                                           | |                           |
| Januar 2024 1 Monat | 1                                       | Lauana Prado                                                              | Me leva pra casa / Escrito nas estrelas / Saudade (ao vivo) Carlos Roberto Piazzoli, Zenith Barbosa Plopschi, Arnaldo Dorfmann Black, Carlos Aparecido Rennó, César Augusto Saud Abdalla, Chrystian José Pereira da Silva Neto | –                         |
| Februar 2024 1 Monat | 1                                       | Ivete Sangalo & Ludmilla                                                  | Macetando Ivete Maria Dias de Sangalo Cady, Luciano de Carvalho Chaves, Samir de Oliveira Trindade | –                         |
| März 2024 1 Monat | 1                                       | TZ da Coronel, Ryu the Runner & Nagalli feat. Cúpula                      | Qual é o seu desejo? Matheus de Araújo Santos, Ryan Gonçalves Vitalino, André Nagalli de Oliveira, Rodrigo Lourenço Galdino, Luca Faria Honaiser                                                                               | –                         |
| April 2024 1 Monat | 1                                       | DJ JZ & DJ LG Prod feat. Humberto & Ronaldo, MC Mininin & Silvanno Salles | MTG – Quero te encontrar Dstefany Vaquero Lima, Raynner Ferreira Coimbra de Sousa, Junior Sergio Mendes de Souza, Umberto Aparecido Teixeira Junior                                                                            | –                         |
| Mai 2024 1 Monat | 1                                       | Gustavo Moura & Rafael                                                    | Digitando Gustavo Henrique Menegotto Saugo, José André Araújo e Souza, Pedro Henrique Rezende Ribeiro, Rafael Junji Morokuma                                                                                                   | –                         |
| Juni 2024 1 Monat | 1                                       | DJ Topo, Seu Jorge & MC Leozin feat. MC G15                               | MTG – Quem não quer sou eu Adriano Trindade, Gabriel de Moura Passos, Jorge Mário da Silva | –                         |
| Juli 2024 – August 2024 2 Monate | 2                                       | The Box feat. MC Brinquedo, MC Cebezinho, MC Tuto & MC Laranjinha         | The Box Medley Funk 2 Vinicius Ricardo dos Santos Moura, Wesley Barbosa de Souza, Emerson Teixeira Muniz, Pedro Henrique de Oliveira Chaves, Felipe Moreira Marchi Moda                                                        | –                         |
| September 2024 1 Monat | 1                                       | Kaique e Felipe feat. Luan Pereira                                        | Saveiro Dudu Mafra, Jonathan Felipe Rodrigues | –                         |
| Oktober 2024 1 Monat | 1                                       | Grupo Menos é Mais                                                        | Coração partido (Corazón partío) – live Alejandro Sánchez Pizarro, Ricardus Maximus Miranda da Cunha Junior | –                         |
| November 2024 – Dezember 2024 2 Monate | 2                                       | MC Tuto (prod. DJ Glenner)                                                | Barbie Emerson Teixeira Muniz, Glenner Robert Cândido | –                         |